# Xamxi-Adad IV
Xamxi-Adad IV o Šamši-Adad IV va ser rei d'Assíria entre els anys 1054 aC i 1050 aC aproximadament. Segons la Llista dels reis d'Assíria, era fill de Teglatfalassar I.
Residia a Babilònia no se sap si exiliat o hi havia anat per buscar suport per prendre el poder. El rei de Babilònia Adadapaliddina li va donar suport i les seves tropes el van instal·lar a Assur al lloc del seu nebot, segurament intentant una cooperació dels dos estats contra els arameus que pocs anys abans s'havien atrevit fins i tot a saquejar Babilònia. Com a fill de Teglatfalassar devia néixer entre 1120 i 1100 i, per tant, ja era un home relativament gran, segurament poc adequat per la tasca que se li volia adjudicar. Efectivament no va viure gaire temps i va morir al cap de quatre anys en els quals no hi ha informació sobre l'activitat que va tenir contra els akhlamu o arameus. A la seva mort el va succeir el seu fill Assurnasirpal I.